# Leonardo Nascimento Lopes de Souza
Leonardo Nascimento Lopes De Souza, meglio noto come Leonardo (San Paolo, 28 maggio 1997), è un calciatore brasiliano, attaccante dello Shanghai Haigang.

## Palmarès

### Club

#### Competizioni nazionali
- Campionato sudcoreano: 1

Ulsan Hyundai: 2022

### Individuale
- Capocannoniere della J2 League: 1

2019 (29 gol)
- Capocannoniere del campionato cinese: 1

2023 (19 gol)